# コズミック・シン
『コズミック・シン』（Cosmic Sin）は、2021年のアメリカ合衆国のSF映画。エドワード・ドレイクが監督し、ブルース・ウィリスとフランク・グリロが主演した。
本作は、人類が宇宙に進出してから400年後にあたる2524年を舞台に、ウィリス演じる将軍ジェームズ・フォードが仲間たちと協力して、宇宙人との星間戦争の回避に向けて奔走する様子が描かれている。
日本では劇場公開されず、ハピネットより2021年11月5日にDVDが発売された。

## キャスト
- ジェームズ・フォード元将軍: ブルース・ウィリス[5]
- イーロン・ライル将軍: フランク・グリロ[1][3]
- ブラクストン・ライル: ブランドン・トーマス・リー - イーロンの甥。
- ダッシュ: コーリー・ラージ（英語版） - ジェームズの部下。
- レア・ゴス博士: ペリー・リーヴス（英語版） - ジェームズの元妻。
- ソル・カントス: C・J・ペリー（英語版）[6]
- アレックス・ロック軍曹: ロックリン・マンロー
- マーカス・ブレック指揮官: コスタス・マンディロア
- フィオナ・アーディーン伍長: アデレード・ケイン - アレックスの部下。量子エンジニア。
- ジュダ・セイル艦長: エヴァ・デ・ドミニチ（英語版）

## 製作
主要な撮影は、2020年3月に終了した。

## 公開
本作は、2021年3月12日に劇場、VOD、デジタルプラットフォームで公開される予定。

## 作品の評価
批評家からは酷評されている。Rotten Tomatoesによれば、33件の評論のうち高評価は3%にあたる1件のみであり、平均点は10点満点中2.6点、批評家の一致した見解は「『コズミック・シン』（宇宙的な罪）のない者が最初の石を投げよ。そして可能ならば、この恐ろしいSFの大失敗作の間中休眠状態にあるように見えるブルース・ウィリスを目覚めさせるためにその石を使え。」となっている。Metacriticによれば、4件の評論の全てが低評価で、平均点は100点満点中9点となっている。
その後2022年3月26日に発表された第42回ゴールデンラズベリー賞にて『ブルース・ウィリスが2021年に見せた最低演技部門』が新設され、同年にアメリカ国内で公開されたウィリスの出演作計8本がノミネートされ、その中から本作品が受賞した。しかし、その4日後の3月30日にウィリスが失語症を患っている事を家族が公表した事を受け、同賞の主催団体はこの賞の撤回を発表した。